# Esfinge egipcia

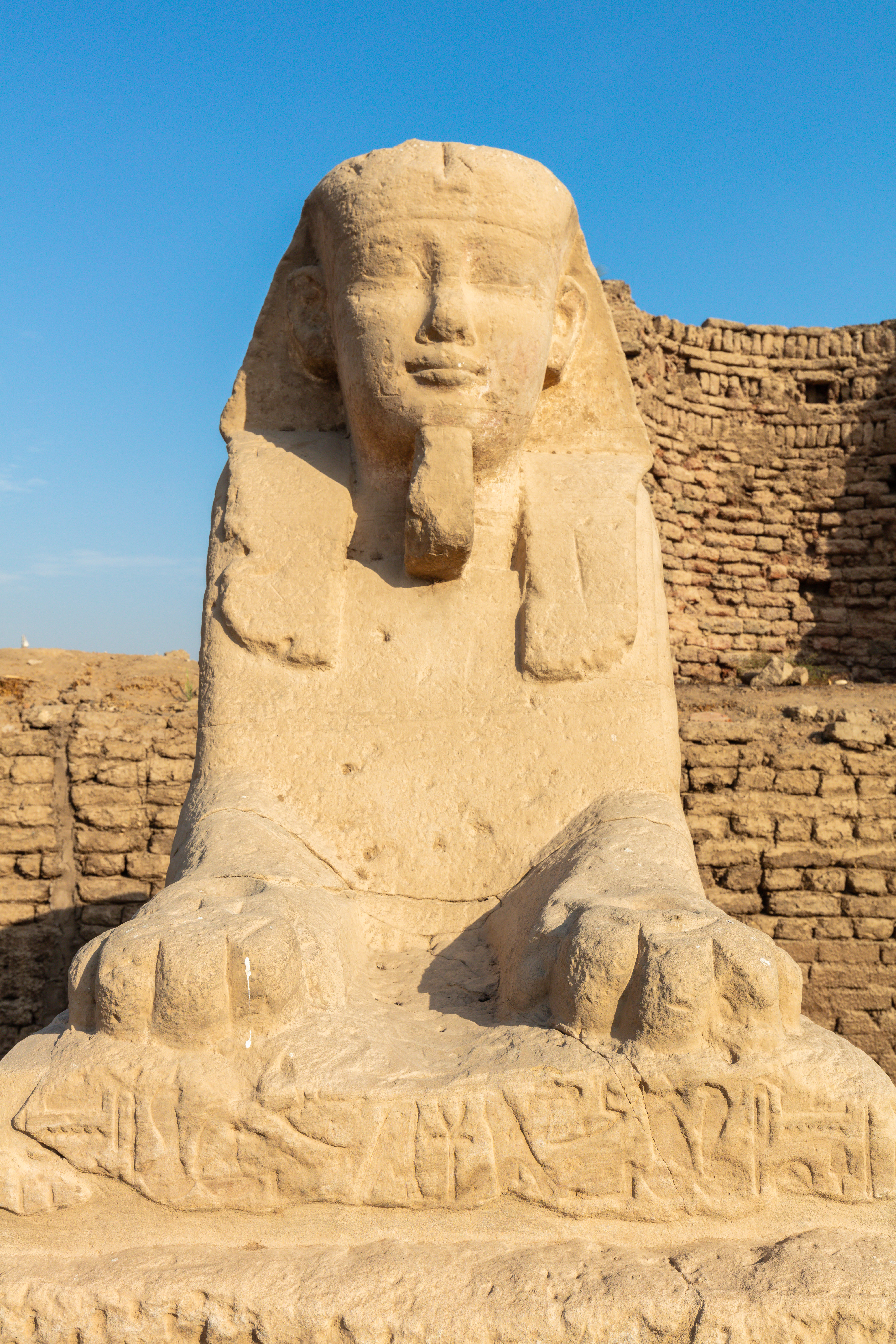
Esfinge en el templo de Luxor.

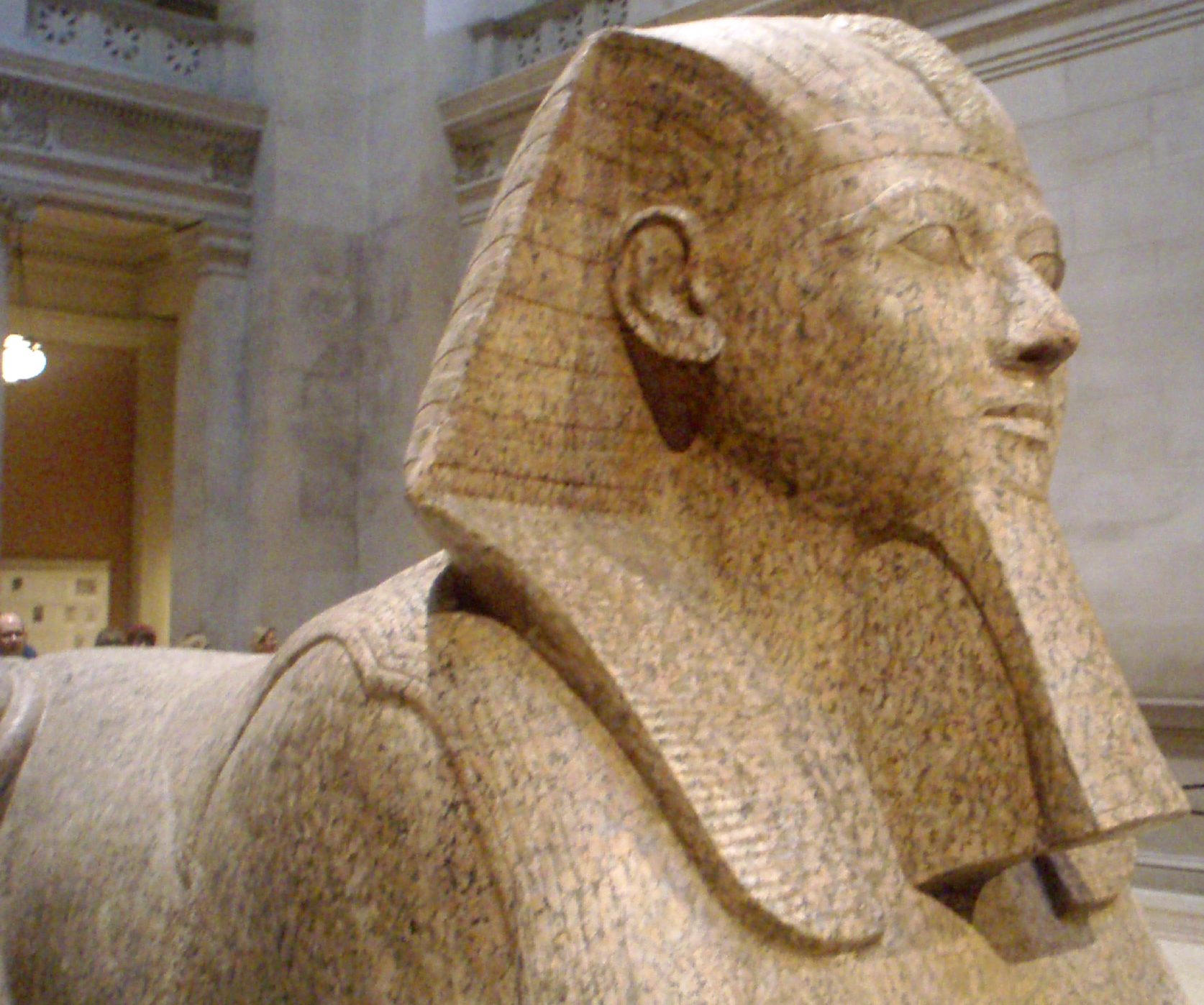
Esfinge de Hatshepsut en el Metropolitan Museum.

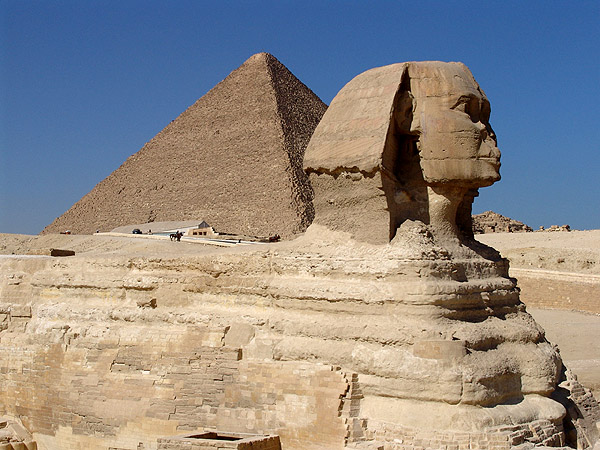
Gran Esfinge de Guiza en el Fondo Pirámide de Keops.

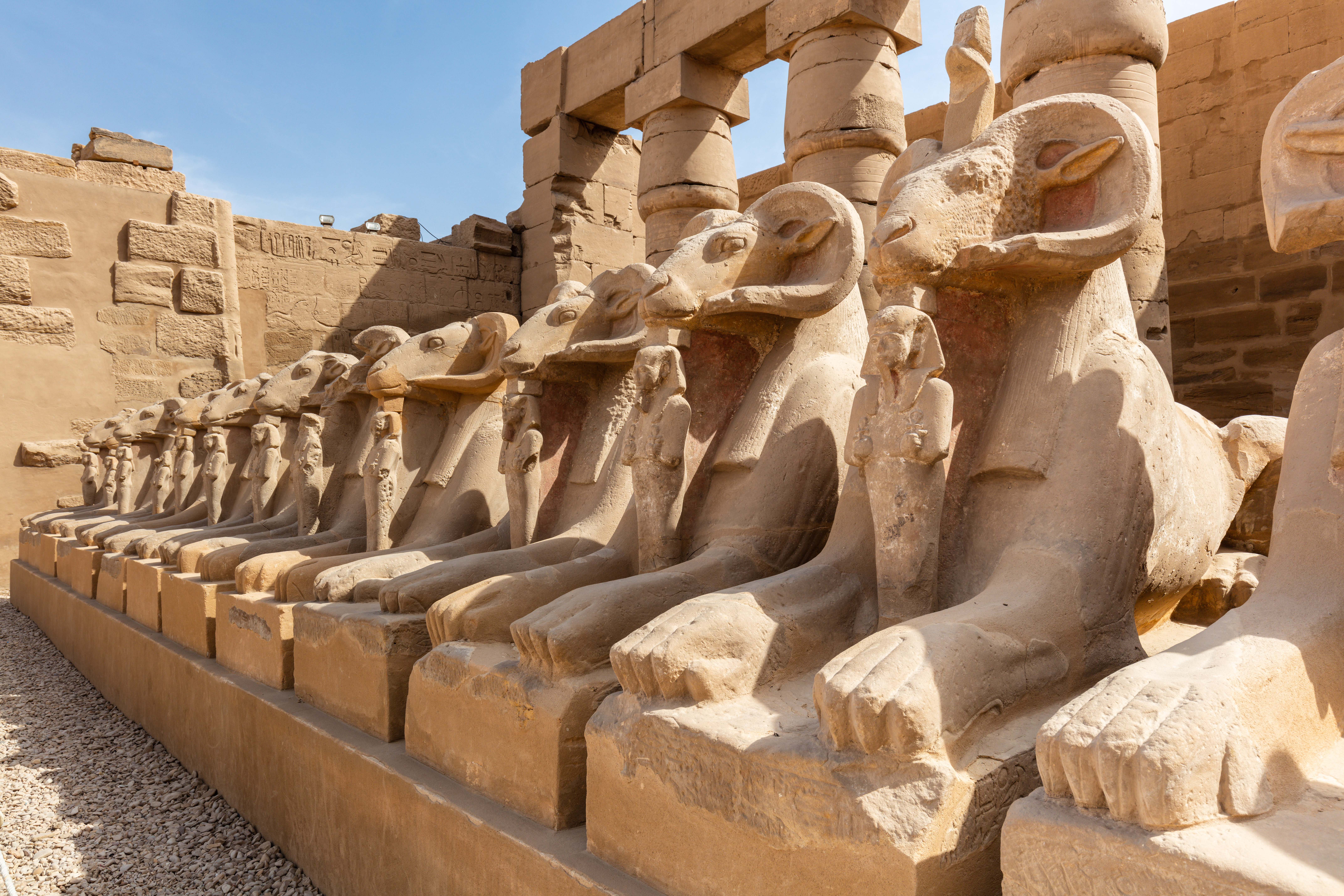
Crioesfinges flanqueando el dromos que comunicaba el templo de Amón en Karnak con el embarcadero del Nilo.

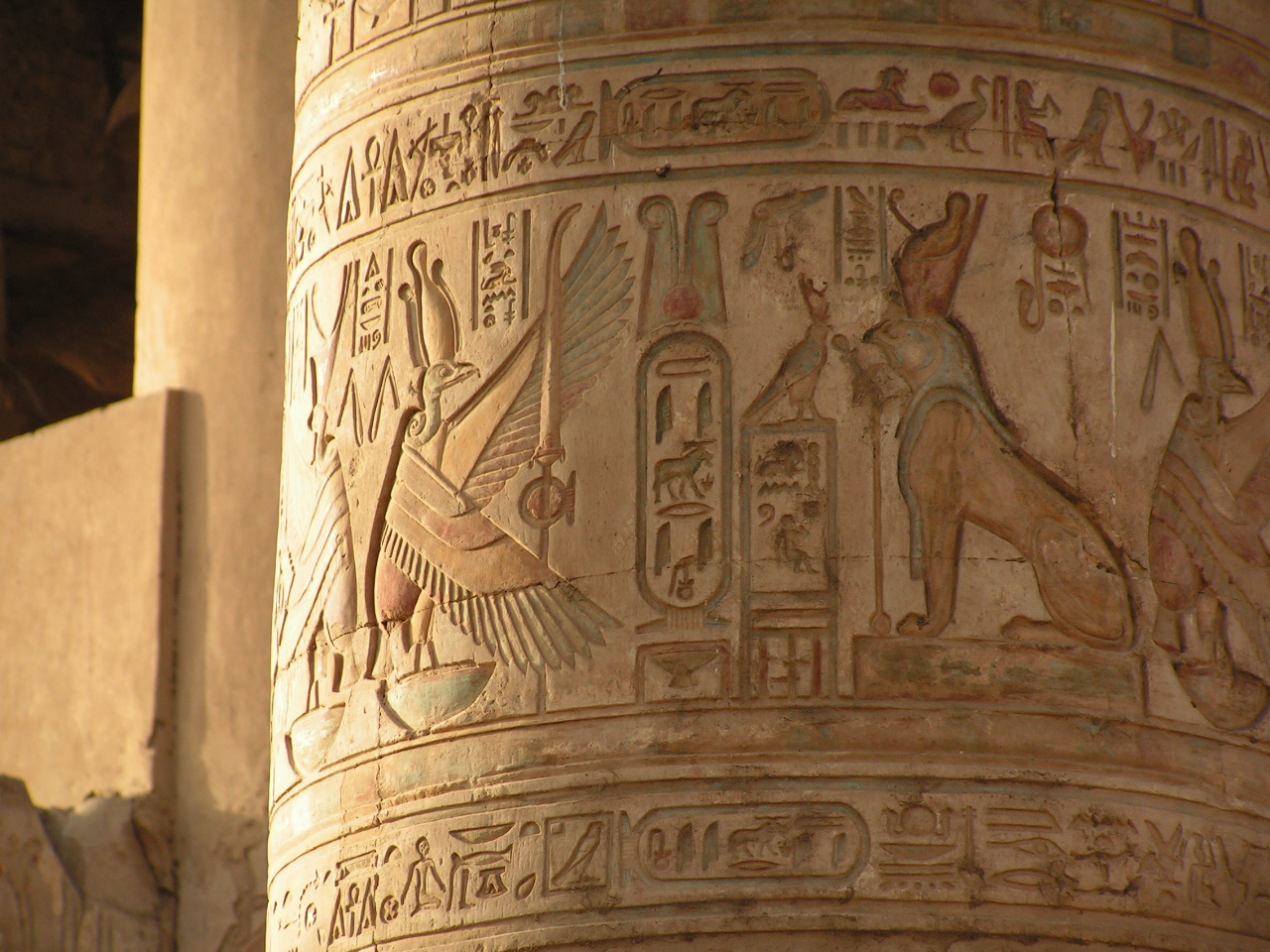
Hieracoesfinge, tallada en un pilar del templo de Kom Ombo, Egipto.

Esfinge (del griego Σφίγξ) es el nombre helenizado de un ser fabuloso que se suele representar, generalmente, como un león recostado con cabeza humana. Las esfinges fueron ideadas por los antiguos egipcios y forman parte de su compleja mitología. Algunas esculturas de esfinges fueron construidas enfrente de un templo (avenida de las esfinges) con base en la creencia de que cobraban vida y protegían al templo por la noche.

## Etimología
Los antiguos egipcios la denominaron Sheps-anj, que significa «imagen viviente» o «estatua viviente»; después derivó a sefanjes (sephankhes) y posteriormente a esfinge. Heródoto llamó Androesfinge a la egipcia, que tenía rostro de varón a diferencia de la griega, con aspecto femenino y alada. También las había con cabeza de carnero, llamadas crioesfinges,  o de halcón, denominadas hieracoesfinges.

## Historia
Las esfinges eran símbolo de la realeza, ya que representaban la fuerza y el poder del león, y la vida después de la muerte, motivo por el que aparecen en muchas tumbas en forma de relieve. Durante el Imperio Nuevo se representaron como esfinges a algunos dioses, como Amón.
La mayor y una de las más antiguas representaciones escultóricas es la Gran Esfinge que se encuentra en Guiza. En los últimos periodos fue habitual situar esfinges a ambos lados de las avenidas que conducían a los templos. Entre el recinto del templo de Amón en Karnak y el de Amón en Luxor, existe una avenida procesional (dromos) de varios kilómetros flanqueada por cientos de esfinges con cabezas de carneros o humanas.
La esfinge egipcia ha ido variando a lo largo de la historia, cambiando su apariencia según las tendencias culturales del momento. Se conocen algunas con aspecto femenino: la esfinge de Hetepheres II es la más antigua conocida. La del Museo Barracco de Roma, realizada en granito negro y atribuida a Hatshepsut, y otra conservada en el Museo de El Cairo de la misma reina, sería la imagen de la primera reina-faraón en ser representada en esta forma. Otras reinas cuyo rostro se puede ver en esfinges fueron Mutnedyemet y Nefertiti.